# 31 de cercuri mari ale icosaedrului sferic

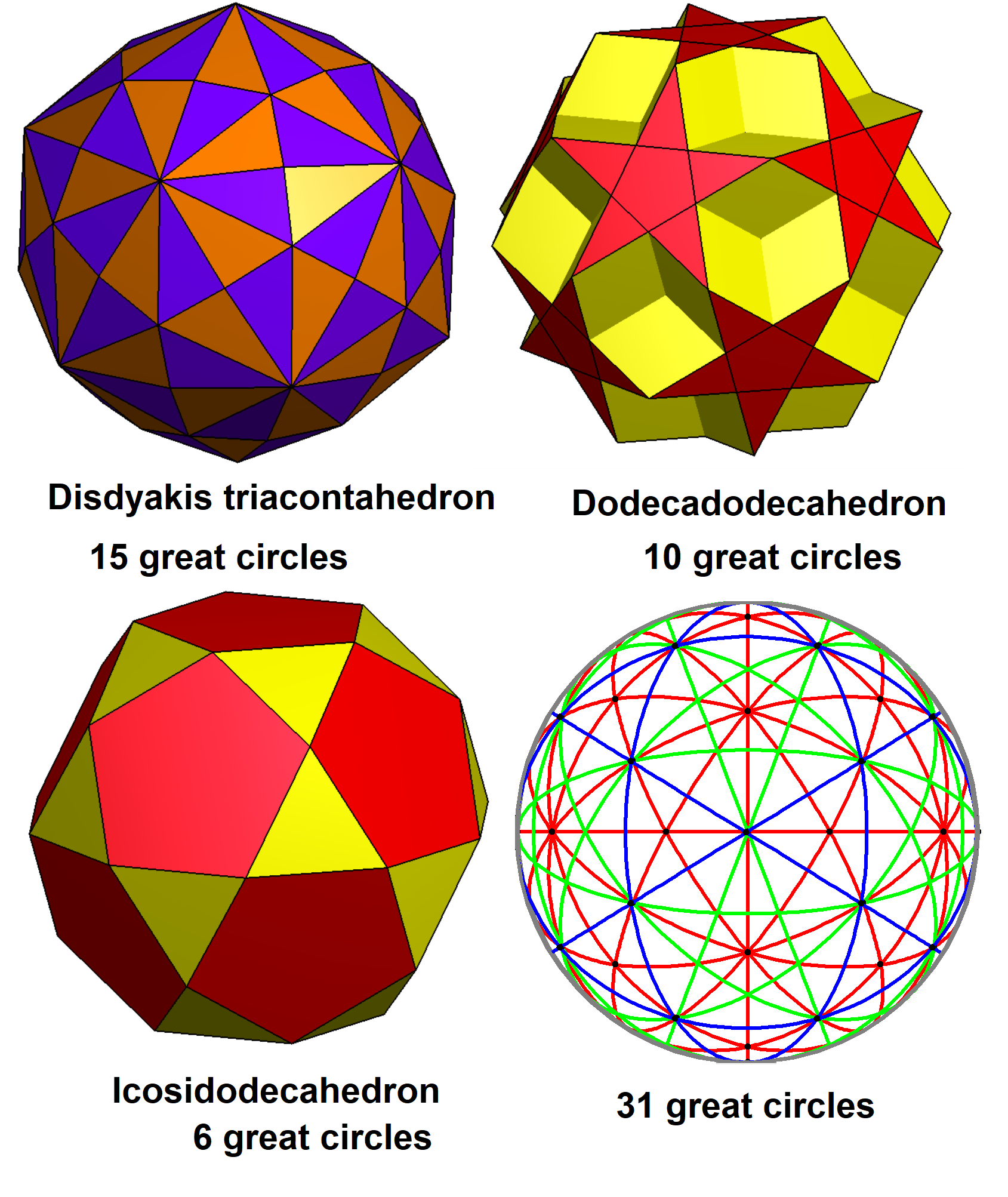
Cele 31 de cercuri mari pot fi considerate o reuniune a laturilor din 3 poliedre: triacontaedru disdiakis (15 cercuri), dodecadodecaedru (10 cercuri) și icosidodecaedru (6 cercuri). Imaginea din dreapta jos arată 15 cercuri roșii, 10 cercuri verzi și 6 cercuri albastre.

În geometrie cele 31 de cercuri mari ale icosaedrului sferic formează un aranjament de 31 de cercuri mari aflate în simetrie icosaedrică. Aranjamentul a fost identificat pentru prima dată de Buckminster Fuller și este folosit în construcția domurilor geodezice.

## Construcție
Cele 31 de cercuri mari se obțin din 3 seturi, de 15, 10 și 6, fiecare reprezentând laturile unui poliedru proiectat pe o sferă. Cincisprezece cercuri mari reprezintă laturile unui triacontaedru disdiakis, dualul unui icosidodecaedru trunchiat. Încă șase cercuri mari reprezintă laturile unui icosidodecaedru, iar ultimele zece cercuri mari provin din laturile poliedrului stelat uniform dodecadodecaedru, formând pentagrame cu vârfurile și mijloacele laturilor unui icosaedru.
Există 62 de puncte de intersecție, poziționate în cele 12 vârfuri și centrele celor 30 de laturi și celor 20 de fețe ale unui icosaedru regulat.

## Imagini
Cele 31 de cercuri mari sunt afișate aici în 3 direcții, cu simetrie cu 5, 3 și 2 poziții. Există 4 tipuri de triunghiuri sferice dreptunghice determinate de cercurile mari intersectate, prezentate colorat în imaginea din dreapta.
|              |              |              |  |
| cu 5 poziții | cu 3 poziții | cu 2 poziții |  |